# Eve Arden
Eve Arden (Mill Valley, 30 de abril de 1908 - Los Angeles, 12 de novembro de 1990) foi uma atriz estadunidense. Ela foi indicada ao Oscar de melhor atriz coadjuvante por Mildred Pierce, e ganhou um Emmy em 1953. Ela interpretou Connie Brooks, o papel-título na sitcom Our Miss Brooks no rádio (1948-1957) e na televisão (1952-1956). Na sitcom The Mothers-in-Law interpretou Eve Hubbard, um dos papéis-títulos (1967-1969).

## Filmografia

### Filme
| Ano  | Título                            | Personagem                          | Notas                               |
| ---- | --------------------------------- | ----------------------------------- | ----------------------------------- |
| 1929 | Song of Love                      | Maisie LeRoy                        |                                     |
| 1933 | Dancing Lady                      | Marcia                              | Sem créditos                        |
| 1937 | Oh, Doctor                        | Shirley Truman                      |                                     |
| 1937 | Stage Door                        | Eve                                 |                                     |
| 1938 | Cocoanut Grove                    | Sophie De Lemma                     |                                     |
| 1938 | Having Wonderful Time             | Henrietta                           |                                     |
| 1938 | Letter of Introduction            | Cora Phelps                         |                                     |
| 1939 | Women in the Wind                 | Kit Campbell                        |                                     |
| 1939 | Big Town Czar                     | Susan Warren                        |                                     |
| 1939 | The Forgotten Woman               | Carrie Ashburn                      |                                     |
| 1939 | Eternally Yours                   | Gloria                              |                                     |
| 1939 | At the Circus                     | Peerless Pauline                    |                                     |
| 1939 | A Child Is Born                   | Miss Pinty                          |                                     |
| 1939 | Slightly Honorable                | Miss Ater                           |                                     |
| 1940 | She Couldn't Say No               | Alice Hinsdale                      |                                     |
| 1940 | Comrade X                         | Jane Wilson                         |                                     |
| 1940 | No, No, Nanette                   | Kitty                               |                                     |
| 1941 | That Uncertain Feeling            | Sally Aikens                        |                                     |
| 1941 | Ziegfeld Girl                     | Patsy Dixon                         |                                     |
| 1941 | She Knew All the Answers          | Sally Long                          |                                     |
| 1941 | San Antonio Rose                  | Gabby Trent                         |                                     |
| 1941 | Whistling in the Dark             | 'Buzz' Baker                        |                                     |
| 1941 | Manpower                          | Dolly                               |                                     |
| 1941 | Last of the Duanes                | Kate                                |                                     |
| 1941 | Sing for Your Supper              | Barbara Stevens                     |                                     |
| 1941 | Bedtime Story                     | Virginia Cole                       |                                     |
| 1942 | Obliging Young Lady               | 'Space' O'Shea - AKA Suwanee Rivers |                                     |
| 1943 | Hit Parade of 1943                | Belinda Wright                      | Título alternativo: Change of Heart |
| 1943 | Let's Face It                     | Maggie Watson                       |                                     |
| 1944 | Cover Girl                        | Cornelia Jackson                    |                                     |
| 1944 | The Doughgirls                    | Sgt. Natalia Moskoroff              |                                     |
| 1945 | Pan-Americana                     | Helen 'Hoppy' Hopkins               |                                     |
| 1945 | Earl Carroll Vanities             | 'Tex' Donnelly                      |                                     |
| 1945 | Patrick the Great                 | Jean Matthews                       |                                     |
| 1945 | Mildred Pierce                    | Ida Corwin                          |                                     |
| 1946 | My Reputation                     | Ginna Abbott                        |                                     |
| 1946 | The Kid from Brooklyn             | Ann Westley                         |                                     |
| 1946 | Night and Day                     | Gabrielle                           |                                     |
| 1947 | The Unfaithful                    | Paula                               |                                     |
| 1947 | The Arnelo Affair                 | Vivian Delwyn                       |                                     |
| 1947 | Song of Scheherazade              | Madame de Talavera                  |                                     |
| 1947 | The Voice of the Turtle           | Olive Lashbrooke                    |                                     |
| 1948 | One Touch of Venus                | Molly Stewart                       |                                     |
| 1948 | Whiplash                          | Chris Sherwood                      |                                     |
| 1949 | My Dream Is Yours                 | Vivian Martin                       |                                     |
| 1949 | The Lady Takes a Sailor           | Susan Wayne                         |                                     |
| 1950 | Paid in Full                      | Tommy Thompson                      |                                     |
| 1950 | Curtain Call at Cactus Creek      | Lily Martin                         |                                     |
| 1950 | Tea for Two                       | Pauline Hastings                    |                                     |
| 1950 | Three Husbands                    | Lucille McCabe                      |                                     |
| 1951 | Goodbye, My Fancy                 | Miss 'Woody' Woods                  |                                     |
| 1951 | Two Tickets to Broadway           | Showgirl                            |                                     |
| 1952 | We're Not Married!                | Katie Woodruff                      |                                     |
| 1953 | The Lady Wants Mink               | Gladys Jones                        |                                     |
| 1956 | Our Miss Brooks                   | Connie Brooks                       |                                     |
| 1959 | Anatomy of a Murder               | Maida Rutledge                      |                                     |
| 1960 | The Dark at the Top of the Stairs | Lottie Lacey                        |                                     |
| 1965 | Sergeant Deadhead                 | Lt. Charlotte Kinsey                |                                     |
| 1975 | The Strongest Man in the World    | Harriet Crumply                     |                                     |
| 1978 | Grease                            | Principal McGee                     |                                     |
| 1981 | Under the Rainbow                 | The Duchess                         |                                     |
| 1982 | Pandemonium                       | Warden June                         |                                     |
| 1982 | Grease 2                          | Principal McGee                     | (final film appearance)             |

### Televisisão
| Ano       | Título                          | Personagem                | Notas                                                |
| --------- | ------------------------------- | ------------------------- | ---------------------------------------------------- |
| 1951      | Starlight Theatre               | Julie Todd                | "Julie"                                              |
| 1952–1956 | Our Miss Brooks                 | Connie Brooks             | Papel principal (130 episódios)                      |
| 1955      | I Love Lucy                     | Herself (cameo)           | "Hollywood at Last"                                  |
| 1957–1958 | The Eve Arden Show              | Liza Hammond              | Papel principal (26 episódios)                       |
| 1959–1967 | The Red Skelton Show            | Clara Appleby             | Papel recorrente (6 episódios)                       |
| 1961      | Checkmate                       | Georgia Golden            | "Death by Design"                                    |
| 1962      | My Three Sons                   | Marisa Montaine           | "A Holiday for Tramp"                                |
| 1964      | Vacation Playhouse              | Claudia Cooper            | "He's All Yours"                                     |
| 1965      | Laredo                          | Emma Bristow              | "Which Way Did They Go?"                             |
| 1966      | Bewitched                       | Nurse Kelton              | "And Then There Were Three"                          |
| 1966      | Run for Your Life               | Mame Huston               | "Who's Watching the Fleshpot?"                       |
| 1966      | The Man from U.N.C.L.E.         | Prof. Lillian Stemmler    | "The Minus-X Affair"                                 |
| 1967      | The Danny Thomas Hour           | Thelda Cunningham         | "The Royal Follies of 1933"                          |
| 1967–1969 | The Mothers-in-Law              | Eve Hubbard               | Papel principal (56 episódios)                       |
| 1969      | In Name Only                    | Aunt Theda Reeson         | Filme para TV                                        |
| 1972      | A Very Missing Person           | Hildegarde Withers        | Filme para TV                                        |
| 1972      | All My Darling Daughters        | Miss Freeling             | Filme para TV                                        |
| 1974      | The ABC Afternoon Playbreak     | Mrs. Owens                | "Mother of the Bride"                                |
| 1974      | The Girl with Something Extra   | Aunt Fran                 | "The Greening of Aunt Fran"                          |
| 1974      | Owen Marshall, Counselor at Law | Dr. Lucille Barras        | "Subject: The Sterilization of Judy Simpson"         |
| 1975      | Harry and Maggie                | Maggie Sturdivant         | Piloto                                               |
| 1975      | Ellery Queen                    | Vera Bethune / Miss Aggie | "The Adventure of Miss Aggie's Farewell Performance" |
| 1977      | Maude                           | Lola Ashburn              | "Maude's Aunt"                                       |
| 1978      | A Guide for the Married Woman   | Employment lady           | Filme para TV                                        |
| 1978      | Flying High                     | Clarissa 'Wedgie' Wedge   | "It Was Just One of Those Days"                      |
| 1979      | Vega$                           | Sarah Bancroft            | "Design for Death"                                   |
| 1980      | The Dream Merchants             | Coralee                   | TV miniseries                                        |
| 1980      | Alice                           | Martha MacIntire          | "Alice in TV Land"                                   |
| 1980      | The Love Boat                   | Ms. Brenda Watts          | "The Affair: Parts 1 & 2"                            |
| 1980      | B. J. and the Bear              | Mrs. Jarvis               | "The Girls of Hollywood High"                        |
| 1980      | Hart to Hart                    | Sophie Green              | "Does She or Doesn't She?"                           |
| 1981      | Nuts and Bolts                  | Martha Fenton             | Filme para TV                                        |
| 1983      | Great Performances              | Queen of Hearts           | "Alice in Wonderland"                                |
| 1983      | Masquerade                      | Mrs. Woodman              | "Diamonds"                                           |
| 1985      | Faerie Tale Theatre             | The Stepmother            | "Cinderella"                                         |
| 1986      | Amazing Stories                 | Jane's Mother             | "Secret Cinema"                                      |
| 1987      | Falcon Crest                    | Lillian Nash              | "Manhunt" (última aparição na TV)                    |